# 제제역
제제역(일본어: 膳所駅, ぜぜえき 제제에키[*])은 일본 시가현 오쓰시에 위치한 서일본 여객철도의 역이다.

## 역 구조
비와코 선 중에서는 적지 않은 수의 지하 통로를 가지고 있는 지상역이다. 인접한 오쓰역까지의 거리는 비와코 선의 각 역 거리 중에서 가장 짧다. 쌍섬식 승강장으로 2면 4선과 상하행 대피선 6선을 가지고 있다. 예전에는 기관구도 있었기 때문에 기관구를 사용하지 않는 지금에도 역 구내는 넓다. 어번 네트워크의 일부로 이코카의 사용이 가능하다.
| 1 | ■비와코 선 (상행 외측선)  | 구사쓰・기부카와 (구사쓰 선 직통) |
| 2 | ■비와코 선 (상행 내측선)  | 구사쓰・마이바라 방면             |
| 3 | ■ 비와코 선 (하행 내측선) | 교토・오사카 방면                 |
| 4 | ■비와코 선 (하행 외측선)  | 교토・오사카 방면 (일부만)        |

## 승차량 변동
| 회사      | 승차 인원 | 승차 인원 | 승차 인원 | 승차 인원 | 승차 인원 | 승차 인원 | 승차 인원 | 승차 인원 | 주 석 |
| 회사      | 1993년    | 1994년    | 1995년    | 1996년    | 1997년    | 1998년    | 1999년    | 2000년    | 주 석 |
| --------- | --------- | --------- | --------- | --------- | --------- | --------- | --------- | --------- | ----- |
| JR 서일본 | 11983     | 11800     | 11942     | 12900     | 13171     | 13253     | 12859     | 12688     | [ 1 ] |
| 회사      | 2001년    | 2002년    | 2003년    | 2004년    | 2005년    | 2006년    | 2007년    | 2008년    |       |
| JR 서일본 | 12539     | 12415     | 12473     | 12640     | 12531     | 12547     | 12569     | 12841     | [ 1 ] |

## 역사
- 1880년 7월 15일: 세키가하라역에서 이 역까지 철도 노선이 개통되었다. 개업 당시 역명은 바바(馬場)였다.
- 1895년 4월 1일: 노선 명칭 제정에 따라 도카이도 선의 역이 된다.
- 1934년 9월 15일: 역명을 제제역으로 개칭.
- 1987년 4월 1일: 소속이 서일본 여객철도로 변경되었다.
- 2003년 11월 1일: 이코카 사용이 개시되었다.

## 인접정차역
| 서일본 여객철도 도카이도 본선 | 서일본 여객철도 도카이도 본선 | 서일본 여객철도 도카이도 본선 |
| ----------------------------- | ----------------------------- | ----------------------------- |
| 이시야마 마이바라 방면        | ■ 비와코 선 보통              | 오쓰 히메지 방면              |